# Meterana ochthistis
Meterana ochthistis är en fjärilsart som beskrevs av Edward Meyrick 1887. Meterana ochthistis ingår i släktet Meterana och familjen nattflyn. Inga underarter finns listade i Catalogue of Life.